# Conivaptan
Conivaptan (YM 087, tên thương mại Vaprisol) là một chất ức chế không peptide của thụ thể đối với hormone chống lợi tiểu, còn được gọi là vasopressin. Thuốc đã được phê duyệt vào năm 2004 để điều trị hạ natri máu. Hợp chất được Astellas phát triển vào năm 2006, hiện được bán bởi Cumberland Enterprises, Inc.
Conivaptan ức chế hai trong ba dưới nhóm của thụ thể vasopressin (V1a và V2). Thuốc có thể gây ra bệnh đái tháo nhạt do thận iatrogenic.
Conivaptan không được FDA chấp thuận để điều trị suy tim sung huyết mất bù. Tuy nhiên, về lý thuyết, sự đối kháng thụ thể vasopressin sẽ đặc biệt hữu ích trong bối cảnh này, và một nghiên cứu ban đầu cho thấy rằng thuốc có một số hứa hẹn.

## Sử dụng trong y tế
Conivaptan được sử dụng phổ biến nhất trong bệnh viện trong các trường hợp hạ natri máu, nghĩa là tình trạng nồng độ natri trong máu giảm đáng kể dưới mức bình thường. Ở Hoa Kỳ hạ natri máu ảnh hưởng đến khoảng 4% bệnh nhân nhập viện. Mặc dù nhiều bệnh nhân không biểu hiện triệu chứng, các trường hợp cực đoan có thể dẫn đến phù não, ngừng hô hấp và thậm chí tử vong. Hạ natri máu hạ đường huyết đặc biệt là khi nồng độ natri huyết thanh của cơ thể giảm xuống dưới mức tăng tổng lượng nước trong cơ thể, dẫn đến phù nề. Điều này có liên quan đến suy tim sung huyết, bệnh gan và suy thận.

## Dược lý
Conivaptan hydrochloride là một chất đối kháng thụ thể arginine vasopressin (AVP) có ái lực với các thụ thể V1A và V2 của con người trong phạm vi nano trong ống nghiệm. Nồng độ AVP trong máu rất quan trọng đối với sự điều hòa và cân bằng nước và điện giải. Các thụ thể V2 duy trì tính thẩm thấu huyết tương và được kết hợp với các kênh aquaporin trong các ống thu thập của thận nơi chúng điều chỉnh mức AVP. Chức năng hydrochloride Conivaptan bởi làm mếch lòng các thụ thể V2 trong ống thu thận và gây aquaresis hoặc bài tiết nước. Tác dụng dược lực học điển hình của thuốc là làm tăng mất nước ròng, tăng lượng nước tiểu và giảm tính thẩm thấu của nước tiểu. Conivaptan ức chế sự trao đổi chất của chính nó trong cơ thể, hiển thị dược động học phi tuyến tính. Khoảng 99% conivaptan được tìm thấy gắn với protein huyết tương của con người trong phạm vi 10 ng/mL đến 1000 ng/mL. Thời gian bán hủy trung bình của thuốc là 5 giờ và độ thanh thải trung bình là 15,2 L/giờ.

## Tác dụng phụ
Hầu hết các phản ứng bất lợi với conivaptan được tìm thấy tại vị trí tiêm truyền. Các biến chứng khác bao gồm rối loạn hệ thống máu và bạch huyết, rối loạn tiêu hóa, rối loạn chuyển hóa và dinh dưỡng, rối loạn tâm thần cũng như rối loạn mạch máu. Có nguy cơ điều chỉnh hạ natri máu quá nhanh gây ra hội chứng mất thẩm thấu gây tử vong.

## Hóa học
Conivaptan hydrochloride có màu trắng nhạt hoặc màu vàng nhạt với độ hòa tan 0,25   mg/mL trong nước ở 23   °C. Công thức tiêm bao gồm 20   mg conivaptan hydrochloride, 0,4 g ethanol, 1,2 g propylene glycol và nước.

## Phát triển và thương mại hóa
Conivaptan hydrochloride được phát hiện bởi Yamanouchi Pharma và được bán bởi Astellas. Dược phẩm Yamaouchi đã nộp đơn đăng ký thuốc mới lên FDA cho conivaptan hydrochloride để điều trị hạ natri máu vào ngày 2 tháng 2 năm 2004. Vào ngày 1 tháng 12, Yamanouchi đã nhận được sự chấp thuận cho điều trị hạ natri máu điều tra bằng cách sử dụng conivaptan hydrochloride. Yamanouchi dược phẩm và Fujisawa Pharmacenomlas sáp nhập và được đổi tên thành Astellas 'vào năm 2005. Astellas đã được FDA chấp thuận cho Conivaptan hydrochloride vào ngày 29 tháng 12 năm 2005 và đánh dấu loại thuốc này dưới tên thương hiệu là Pinterestrisol vào năm 2006.
Vào ngày 2 tháng 3 năm 2007, vaprisol cũng đã được FDA chấp thuận để điều trị hạ natri máu hạ natri máu. Vào ngày 22 tháng 10 năm 2008, Vaprisol tiếp tục được chấp thuận dưới dạng công thức trộn sẵn 5% Dextrose để điều trị hạ natri máu. Vào năm 2014, các công ty dược phẩm Cumberland đã mua Vaprisol từ Astellas và chịu trách nhiệm hoàn toàn về mọi hoạt động phát triển và tiếp thị thuốc.
Dược phẩm Cumberland là một công ty dược phẩm có trụ sở tại Nashville, Tennessee. Ngoài Vaprisol, Cumberland còn sản xuất Acetadote, Caldolor, Kristalose, Omeclamox và Ethyol. Hepatoren, Boxban, Vasculan, và hiện đang trong giai đoạn thử nghiệm lâm sàng giai đoạn II. Protaban, Methotrexate và Totect đang chờ phê duyệt trước.